# Zálší (okres Ústí nad Orlicí)
Zálší (dříve též Zalší či Záleš, německy Salasch) je obec v okrese Ústí nad Orlicí v Pardubickém kraji. Žije zde 241 obyvatel.
Protáhlá vesnice Zálší se táhne podél silnice II/317, vedoucí od Chocně do Litomyšle, a sousedí s rozsáhlým Velkozálešským rybníkem. Vesnice se nachází osm kilometrů východně od Vysokého Mýta.

## Historie
Původní ves byla založena kolem poloviny 13. století. Lze se však domnívat, že k založení mohlo dojít o něco dříve. V písemných pramenech se poprvé připomíná v roce 1292, v listině krále Václava II., kterou založil zbraslavský klášter. Pojmenování vsi připomíná, že byla založena v „záolší“, neboli za olšemi. Z toho lze usuzovat, že již v době založení vsi byla celá krajina bohatá na vodu. Olše totiž rostou zejména tam, kde je dostatek vláhy.
V majetku zbraslavského kláštera však dlouho nezůstala. V listině krále Václava II. z roku 1304, kterou své předchozí darování pro zbraslavský klášter upravil a rozšířil, se již neuvádí. V té době zřejmě byla majetkem Vítka ze Švábenic, který sídlil na nedalekých Heřmanicích (dnes České Heřmanice). Ten v roce 1309 ves Zálší a Sloupnici převedl na zderazský klášter Křižovníků – Strážců Božího hrobu. Jak dlouho zůstalo Zálší v majetku zderazských mnichů není známo. Lze však předpokládat, že po husitských válkách byl majetek zderazských mnichů spojen s majetkem litomyšlských biskupů. Tím se Zálší dostává do majetku Kostků z Postupic a stává se součástí pozdějšího litomyšlského panství. Jeho součástí zůstává až do roku 1850.
V této době se mimo vlastní obec dělí na část zvanou Kocanda (šest domů s hospodou), na část zvanou Na Baště (dva domy a myslivna) a mlýn zvaný Betlém. Po roce 1850 se stává samostatnou a samosprávnou obcí, jejíž součástí se stala i vesnice Kosořín. Nedlouho nato, v roce 1868, se Kosořín od Zálší oddělil a stal se také samostatnou a samosprávnou obcí. Po sto letech, je k 17. červnu 1964, Kosořín se Zálším opětovně sloučen. Později od 30. dubna 1976, byla k Zálší také připojena osada Nořín. Se změnou politických poměrů došlo dne 17. března 1992 k oddělení Kosořína, který se opět stal samostatnou obcí. Ke 3. červenci 2006 zde žilo 238 obyvatel.

## Exulanti
Stejně jako z mnoha jiných obcí odcházeli v době pobělohorské do exilu i nekatolíci ze Zálší. V dobách protireformace (doba temna) žili poddaní ve strachu z toho, že opustí-li víru svých předků, nebudou spaseni, ale budou-li se jí držet, ztratí děti, svobodu nebo svůj život. V 18. století v Čechách zahrnovaly jezuitské metody rekatolizace povinnou docházku na katolické bohoslužby, domovní prohlídky, odpírání souhlasu vrchnosti k uzavírání sňatků, násilné odvody na vojnu apod. Číst nebo vlastnit Bibli kralickou bylo zakázáno. Místodržitelský patent vydaný dne 29. ledna 1726 zpřísnil tresty pro usvědčené nekatolíky, a to od jednoho roku nucených prací až po trest smrti. Protestantům mohly být odebrány děti a předány do péče katolickým opatrovníkům.

## Části obce
- Zálší
- Nořín

V letech 1850–1868 a v letech 1961–1991 k obci patřil i Kosořín.

## Společnost

### Kultura
- KocandaFest – hudební festival, který pořádá Pohostinství Kocanda a SDH Zálší od roku 2014

### Spolky
- Sbor dobrovolných hasičů
- Tělovýchovná jednota – oddíl stolního tenisu
- Myslivecký spolek Dubina

## Pamětihodnosti
- Vodní mlýn Betlém
- Suška na ovoce u čp. 12

## Osobnosti
- Jan Fišer (1909–1979), středoškolský učitel, docent psychologie, překladatel
- František Blažek (1863–1944), architekt, učitel

## Galerie

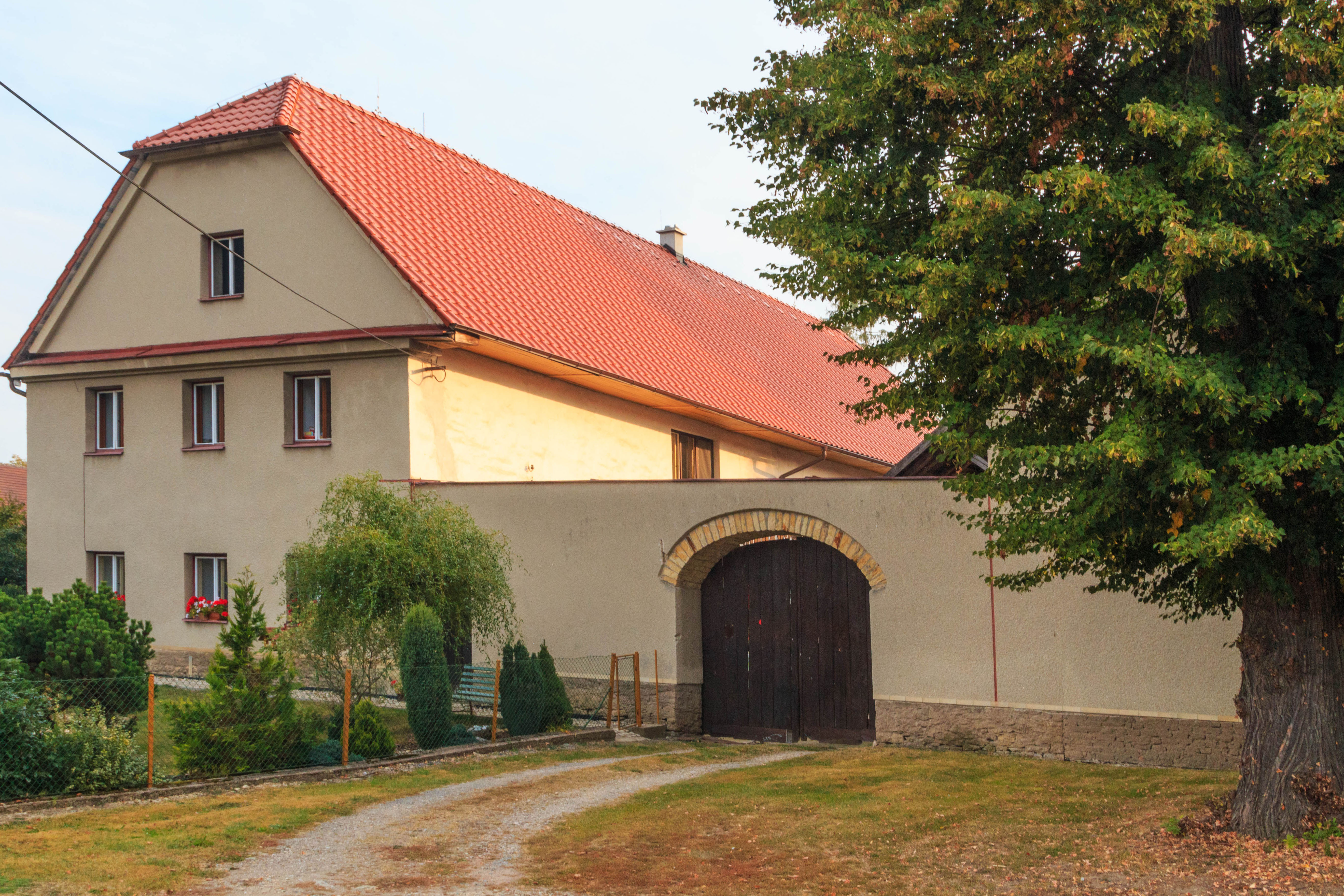
Usedlost čp. 4
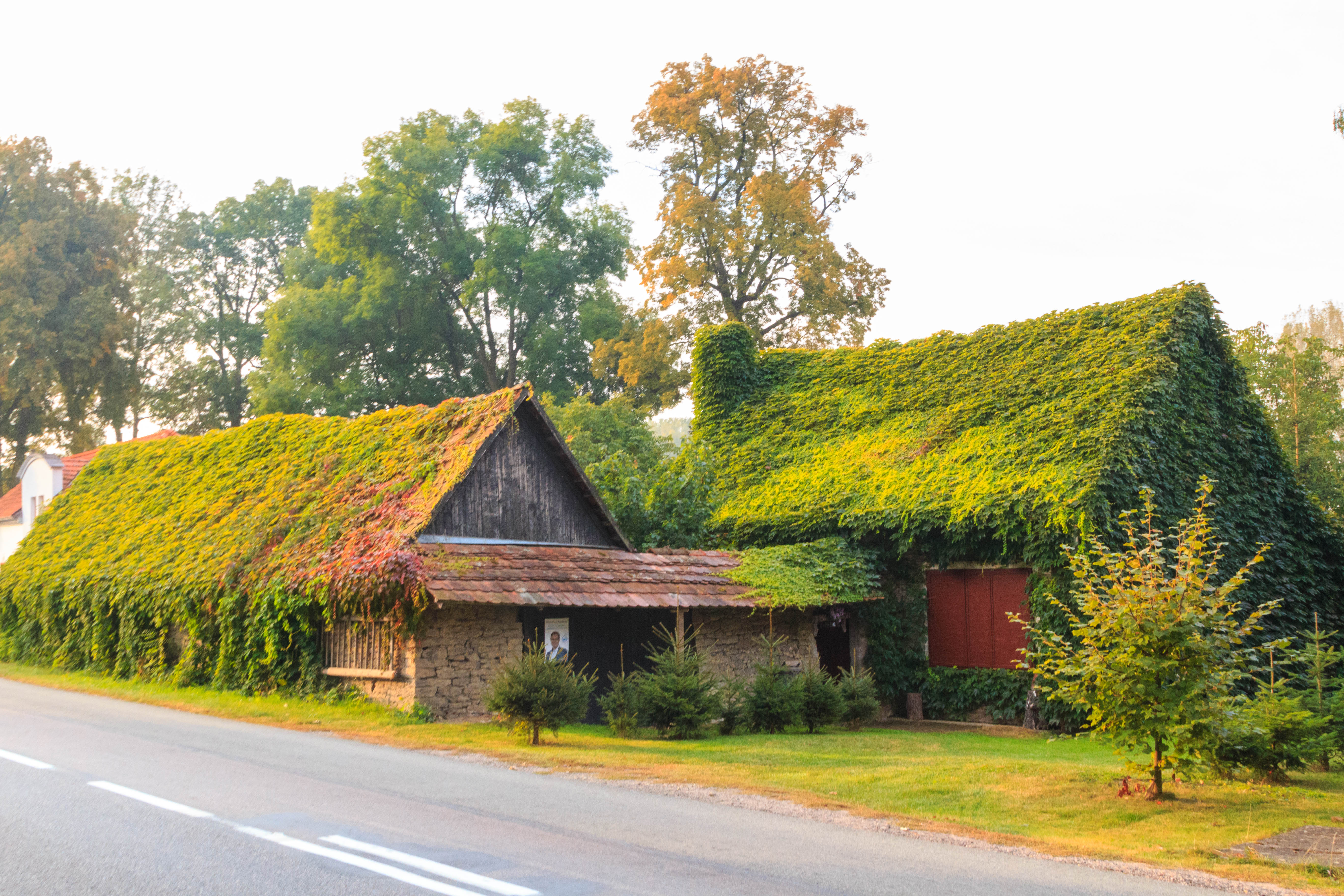
Usedlost čp. 28
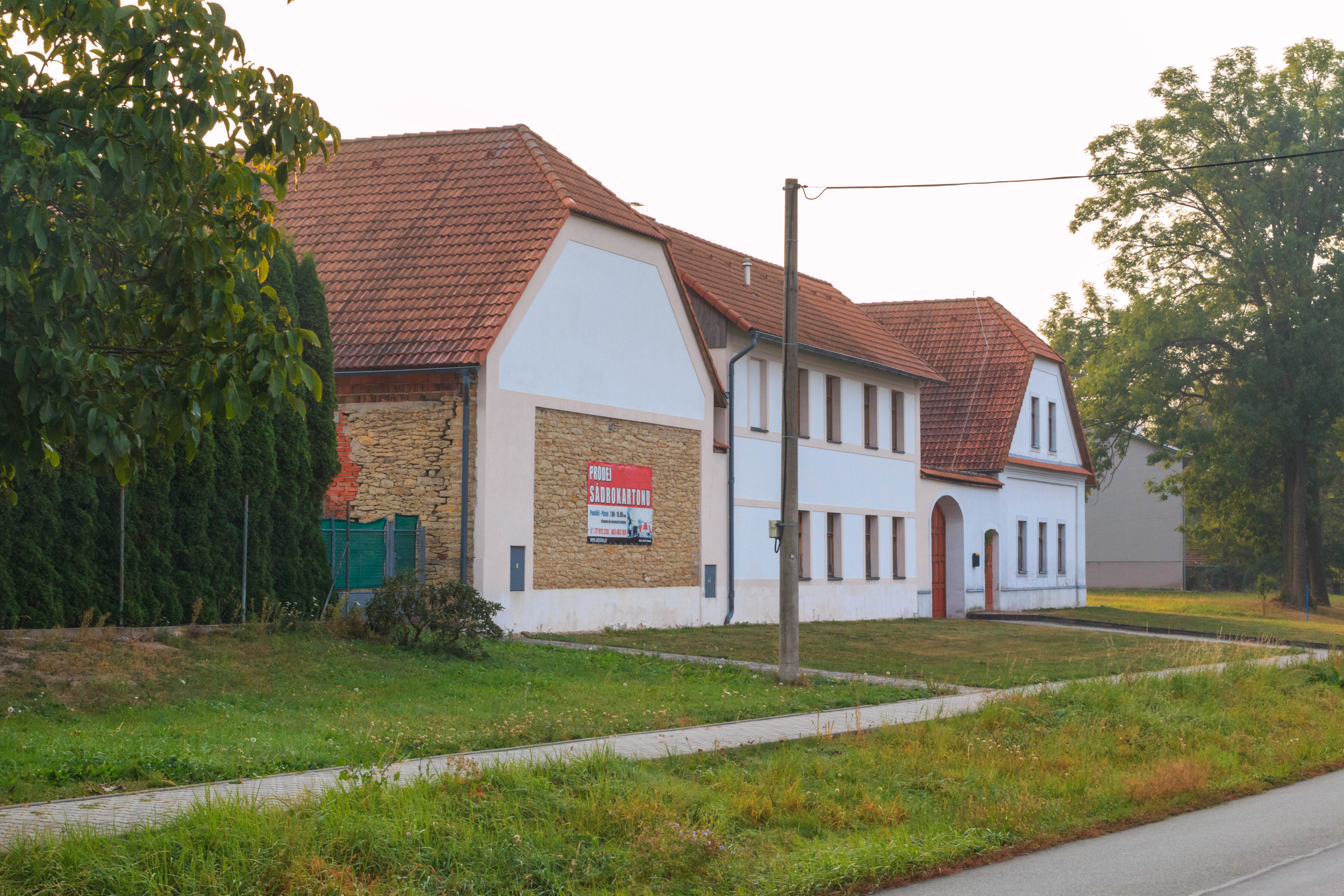
Usedlost čp. 5
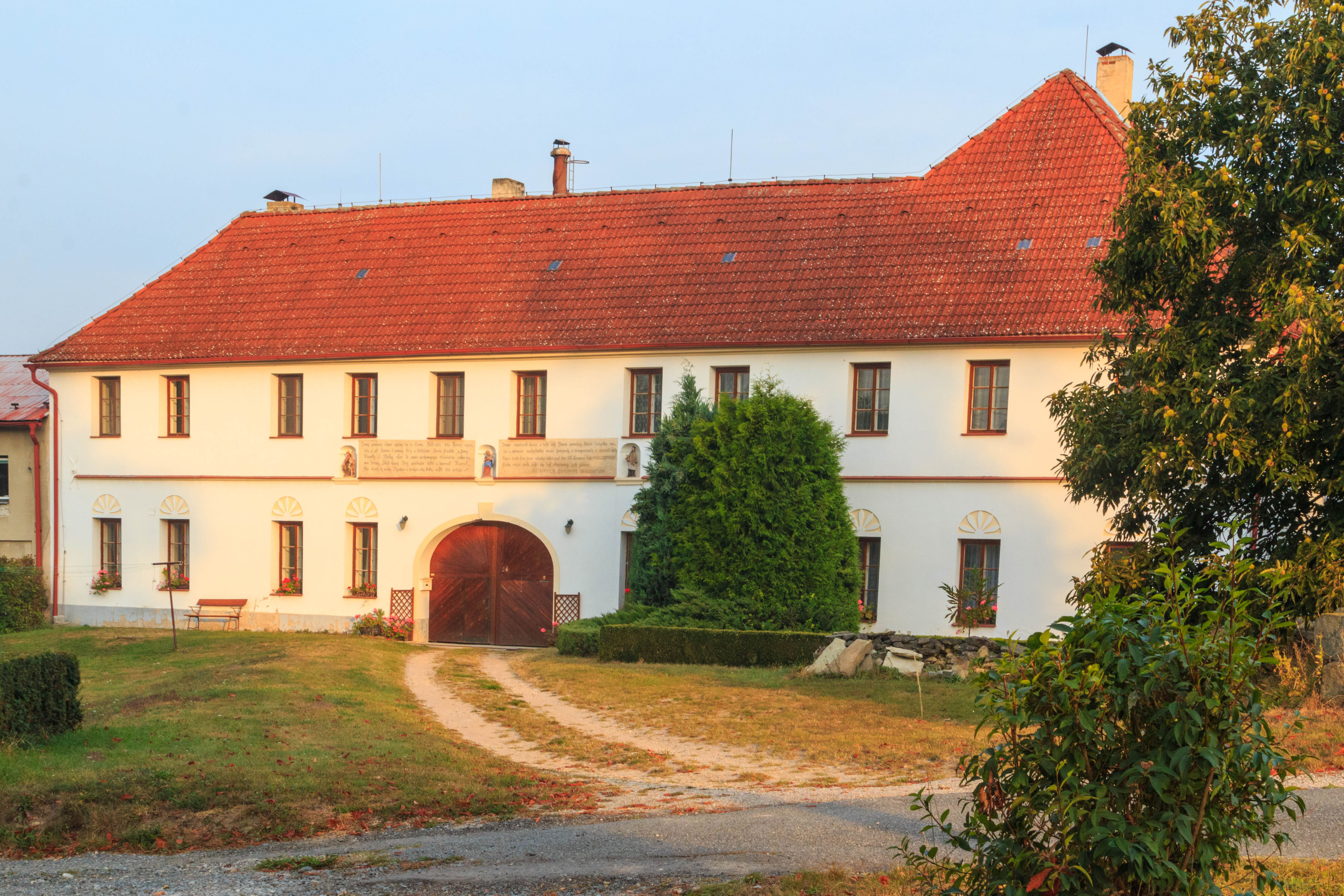
Usedlost čp. 24